# Eta Aquarii
Eta Aquarii (η Aqr / 62 Aquarii / HD 213998) es una estrella en la constelación de Acuario de magnitud aparente +4,02 que se encuentra a 184 años luz del sistema solar.
Eta Aquarii es una estrella blanco-azulada de tipo espectral B9IV-V, subgigante o estrella de la secuencia principal, cuya temperatura es de 11 400 K. Es 104 veces más luminosa que el Sol y tiene un radio de 2,6 radios solares. Con una masa tres veces mayor que la masa solar y una edad de 175 millones de años, se halla a medio camino como estrella que fusiona hidrógeno, lejos por tanto de ser una verdadera subgigante.
Tiene una alta velocidad de rotación de al menos 245 km/s —el valor exacto depende la inclinación de su eje respecto a nosotros—, lo que conlleva un período de rotación inferior a medio día.
Eta Aquarii se encuentra actualmente ligeramente al sur del ecuador celeste; sin embargo, debido a la precesión de los equinoccios, cruzará el ecuador el 1 de octubre de 2022, pasando a ser a partir de esa fecha una estrella del hemisferio norte.